# Penicillium persicinum
Penicíllium persícinum (лат.) — вид несовершенных грибов (телеоморфная стадия неизвестна), относящийся к роду Пеницилл (Penicillium).
Включает активных продуцентов внеклеточных целлюлаз. Почвенный гриб, к настоящему времени известный только из Китая.

## Описание
Колонии на агаре Чапека органиченнорастущие, на 7-е сутки достигающие диаметра около 2,8 см, бархатистые до шерстистых, со слабо выраженным серо-зелёным спороношением, более интенсивным в средней части, с белым по краям и розовато-бежевым до нежно-розового в центральной части колонии мицелием. Реверс желтоватый, растворимый пигмент не образуется. На CYA колонии концентрически зонистые, слабо до среднеобильно спороносящие, с бледно-розоватым мицелием. Реверс розовый, растворимый пигмент обильный, в персиково-красных или кораллово-красных тонах. На агаре с солодовым экстрактом (MEA) колонии бархатистые, обильно спороносящие в серо-зелёных тонах. Реверс неокрашенный до светло-кремового. На агаре с дрожжевым экстрактом и сахарозой (YES) колонии слабо спороносящие, с розово-красным реверсом и розово-красным растворимым пигментом, диффундирующим в среду.
При 37 °C на CYA за неделю образуются небольшие колонии 8—9 мм в диаметре. При 5 °C рост отсутствует.
Конидиеносцы трёхъярусные с 2—3 веточками, иногда с примесью двухъярусных и четырёхъярусных, 300—500 мкм длиной, с прижатыми элементами. Метулы в мутовках по 2—5, 10—20 мкм длиной, вздутые на верхушке. Фиалиды фляговидные, в мутовках по 4—8, суженные в короткую, но отчетливо выраженную шейку, 7—11 × 2—4 мкм. Конидии цилиндрические до эллипсоидальных, 3,5—4,5 × 1,5—3,5 мкм, в длинных спутанных цепочках.

### Отличия от близких видов
Сближается с Penicillium italicum из секции Penicillium, от которого легко отличается образованием розового растворимого пигмента на CYA и YES.

## Экология и значение
Выделен из почвы в Китае.
Продуцент токсичного рокфортина C, а также гризеофульвина.
Известны штаммы, активно продуцирующие внеклеточные целлюлазы: например, IBT 13226.

## Таксономия
Видовой эпитет persicinum (в переводе с лат. — «персиковый») отсылает к цвету растворимого пигмента, выделяемого грибом на средах CYA и YES.
Penicillium persicinum L.Wang, H.B.Zhou, Frisvad & Samson, Antonie van Leeuwenhoek 83 (2): 176 (2004).